# سیارک ۵۱۹۷
سیارک ۵۱۹۷ (به انگلیسی: 5197 Rottmann، نامگذاری:4265T-2) پنج هزار و صد و نود و هفتمین سیارک کشف شده‌است که در ۲۹ سپتامبر ۱۹۷۳ کشف شد.
قدر مطلق سیارک برابر ۱۱٫۹۰ است.